# Seleção Neozelandesa de Futebol Feminino
A Seleção da Nova Zelândia de Futebol Feminino representa a Nova Zelândia no futebol feminino internacional. Sediou o Campeonato da Oceania de Futebol Feminino em três ocasiões e é o maior vencedor do mesmo com seis títulos. É a grande potência da OFC atualmente.

## Títulos
- Campeonato da Oceania de Futebol Feminino: 6 Vezes[carece de fontes?] - 1983, 1991, 2007, 2010, 2014 e 2018.
- Copa da Ásia de Futebol Feminino: 1 Vez - 1975

## Campanhas de Destaque
- Campeonato da Oceania de Futebol Feminino: 2º Lugar - 4 Vezes - 1989, 1995, 1998 e 2003.

- Campeonato da Oceania de Futebol Feminino: 3º Lugar - 1 Vez - 1986

## Participações em Copas do Mundo
- 1991: Primeira-Fase (11º lugar)
- 1995: Não se classificou
- 1999: Não se classificou
- 2003: Não se classificou
- 2007: Primeira-Fase (14º lugar)
- 2011: Primeira-Fase (12º lugar)
- 2015: Primeira-Fase (19º lugar)
- 2019: Primeira-Fase
- 2023: Classificada como país sede.[2]